# Mastiglanis asopos
Mastiglanis asopos är en fiskart som beskrevs av Bockmann, 1994. Mastiglanis asopos ingår i släktet Mastiglanis och familjen Heptapteridae. Inga underarter finns listade i Catalogue of Life.